# Pekalongan (Sampang)
Pekalongan is een bestuurslaag in het regentschap Sampang van de provincie Oost-Java, Indonesië. Pekalongan telt 3731 inwoners (volkstelling 2010).